# 加藤功
加藤 功（かとう いさお、昭和17年（1942年）8月9日 - ）は日本の実業家。元厚生省職員、環境庁職員。元米子商工会議所青年部代表理事。
元加藤商事会長加藤章の四男。元三井銀総合研究所社長加藤裕は長兄。

## 経歴
鳥取県米子市出身。家業は建設資材卸売業。
昭和40年（1965年）東京農業大学農学部造園科卒業、同年厚生省国立公園局入省。昭和48年（1973年）徳島県に出向。
昭和53年（1978年）環境庁退職後、加藤商事勤務。米子に帰った当初は家業の仕事を覚えること、父が病気がちであったことから父の秘書役をすることで一生懸命であった。
昭和59年（1984年）加藤ホームサービス代表取締役、昭和61年（1986年）加藤商事専務取締役に就任。

## 家族

### 加藤家
（愛知県、鳥取県米子市茶町・米子市万能町・米子市明治町・米子市祇園町）
- 妻[2]
- 長女[2]
- 二女[2]